# Teorie relativity
Teorie relativity je sada dvou fyzikálních teorií vytvořených Albertem Einsteinem: speciální teorie relativity (STR) a obecné teorie relativity (OTR). Tyto teorie si za cíl daly vysvětlit fakt, že elektromagnetické vlnění se nechová v souladu s Newtonovými pohybovými zákony. Lze ukázat, že elektromagnetické vlny se pohybují konstantní rychlostí bez ohledu na rychlost pozorovatele. Základní myšlenkou obou teorií je, že dva pozorovatelé, kteří se relativně vůči sobě pohybují, zjistí mezi danými dvěma událostmi různé časové i prostorové intervaly, přestože se na oba vztahují stejné fyzikální zákony. Teorie relativity patří mezi nejzákladnější (a nejúspěšnější) teorie moderní fyziky.
Tato teorie umožnila pochopit význam některých přírodních zákonitostí při rychlostech srovnatelných s rychlostí světla. Na principech použitých při formulaci teorie relativity pak vznikla celá relativistická fyzika, tedy fyzika studující především jevy probíhající při vysokých rychlostech. Např. relativistická mechanika se zabývá mechanickými jevy při vysokých rychlostech.

## Historie
Historicky vznikla nejdříve tzv. speciální teorie relativity (1905), jejíž platnost je omezena pouze na inerciální vztažné soustavy. Později vznikla také obecná teorie relativity (1916), která umožnila popis relativistických jevů také v soustavách neinerciálních. Obecná teorie relativity umožnila pochopení vztahu mezi prostorem, časem a hmotou, což vedlo k formulaci Einsteinovy gravitační teorie. Do anglicky mluvícího světa ji šířil Arthur Eddington.[zdroj?]
Sledování jakéhokoli pohybu je vždy vztahováno k určité zvolené vztažné soustavě. Pokud bychom nebyli schopni určit vztažnou soustavu, nebyli bychom schopni rozhodnout, zda se pohybujeme. O pohybu nelze bez vztažné soustavy rozhodnout. Před vznikem teorie relativity existovala představa o existenci univerzální vztažné soustavy, tedy vztažné soustavy, která vyplňuje celý prostor, a k níž by bylo možné vztahovat veškerý pohyb. Tato soustava byla spojována s pojmem éter, o němž se předpokládalo, že je v klidu vůči prostoru, který vyplňuje. Experimenty, které se pokoušely určit relativní rychlost pohybu vůči éteru, však nebyly úspěšné. To vedlo ve svém důsledku k zavrhnutí existence univerzální vztažné soustavy a k představě, že k popisu fyzikálního děje lze zvolit libovolnou vztažnou soustavu, a také k závěru, že fyzikální zákony popisující dané děje mají ve všech vztažných soustavách stejný tvar.[zdroj?]
Teorie relativity splňuje princip korespondence, tzn. aproximací relativistických vztahů pro malé rychlosti získáme klasické vztahy. To se projevuje např. při sčítání rychlostí apod. Také z obecné teorie relativity lze pro slabá pole získat Newtonův gravitační zákon.

## Speciální relativita
Ve svém článku z roku 1905 nazvaném „O elektrodynamice pohybujících se těles“ vytvořil Einstein speciální teorii relativity. Speciální relativita uvažuje pouze pozorovatele, kteří jsou v inerciálních vztažných soustavách, tzn. soustavách, které se navzájem pohybují rovnoměrně přímočaře. Takoví pozorovatelé pak podle této teorie nemohou pomocí žádného experimentu určit, který z nich je v „absolutním klidu“ a který z nich se oproti tomuto klidu „pohybuje“. Tato teorie postuluje, že rychlost světla ve vakuu je pro všechny takové pozorovatele stejná, nehledě na to, kterým směrem a jakou rychlostí se pozorovatelé pohybují.[zdroj?]
Jednou ze silných stránek speciální relativity je, že ji lze odvodit z pouhých dvou předpokladů:
- Rychlost světla ve vakuu je konstantní.
- Zákony fyziky jsou shodné pro všechny pozorovatele v inerciálních soustavách.

## Obecná relativita
Obecná teorie relativity byla Einsteinem zveřejněna v roce 1916 (ovšem předtím ji v cyklu čtyř přednášek, konaných od 4. do 25. listopadu 1915, prezentoval před Pruskou akademií věd). Je třeba podotknout, že před Einsteinem již vytvořil a zveřejnil některé rovnice německý matematik David Hilbert, což vedlo k opakovaným obviněním Einsteina z plagiátorství. Je však nepochybné, že v rovnicích, které se staly předmětem sporu, byla zachycena teorie, jejímž původcem byl Einstein a Hilbertovi ji objasnil při společných hovorech, které spolu vedli v létě 1915. Oba muži pak v listopadu 1915 víceméně nezávisle, avšak s povědomím o práci kolegy, odvodili rovnice, které jsou vyjádřením této teorie. Teorie obecné relativity představuje rovnici, která nahrazuje Newtonův gravitační zákon. K vysvětlení gravitace používá matematické konstrukce diferenciální geometrie a tenzorů.[zdroj?]
Teorie považuje za ekvivalentní všechny pozorovatele, nejenom ty, kteří se navzájem pohybují rovnoměrně přímočaře (proto „obecná“ oproti „speciální“), pro všechny platí stejné zákony obecné relativity, i když se pohybují se zrychlením. V obecné teorii relativity už gravitace není síla (jako v Newtonově gravitačním zákonu), ale je důsledkem zakřivení časoprostoru. Obecná relativita je geometrická teorie, která předpokládá, že přítomnost hmoty či energie „zakřivuje“ časoprostor a že toto zakřivení ovlivňuje dráhu těles (a dokonce i dráhu světla).[zdroj?]

## Moderní využití
Obecná teorie relativity není jen pouhá teoretická koncepce, naopak má důležité důsledky pro praxi. Relativistické efekty ovlivňují například satelitní měření, kdy uživatel na Zemi je dle teorie relativity v jiném referenčním rámci. Podobně musí globální navigační systémy jako GPS, GLONASS a Galileo brát v potaz důsledky působení zemského gravitačního pole pro dosažení přesných výsledků měření. Přesné měření času taktéž. Přístroje počínaje elektronovým mikroskopem až po urychlovač částic by nefungovaly, kdyby opomenuly relativistické úvahy.[zdroj?]